# Weegbree
Weegbree (Plantago) is een geslacht uit de weegbreefamilie (Plantaginaceae). Het geslacht bestaat uit windbestuivers en heeft aarvormige bloeiwijzen. De bladeren zijn bij de meeste soorten parallelnervig, wat eerder een kenmerk is voor eenzaadlobbigen. Bij de meeste in West-Europa voorkomende soorten staan de bladeren in een bladrozet bij elkaar.
Enkele soorten zijn tredplanten: ze groeien op een onverhard pad verder naar het midden toe dan bijna alle andere planten en grassen, omdat deze laatsten door regelmatige vertrapping uiteindelijk verdwijnen. Dat ze goed tegen betreding kunnen komt onder meer door de vlezige bladeren. Andere soorten zijn planten van graslanden. Ook telt dit geslacht planten die zich in zilte vegetaties thuis voelen.
Uit de zaadhuid van de zaden van sommige soorten weegbree wordt een product gemaakt dat voor de stoelgang wordt gebruikt: psylliumvezel. Het zwelt op als het samen met voldoende vocht wordt gebruikt en verteert niet, zodat een zachtere, meer volumineuze ontlasting ontstaat. Van welke weegbreesoorten dit zaad wordt gewonnen is niet geheel duidelijk, zowel Plantago ovata, Plantago ispaghula als Plantago psyllium worden genoemd. De soortaanduiding psyllium is afgeleid van het Oudgrieks ψύλλα (psulla), 'vlo'.

## Soorten
In Nederland en België komen de volgende (onder)soorten voor:
- Getande weegbree (Plantago major subsp. intermedia)
- Grote weegbree (Plantago major subsp. major)
- Hertshoornweegbree (Plantago coronopus)
- Ruige weegbree (Plantago media)
- Smalle weegbree (Plantago lanceolata)
- Zandweegbree (Plantago arenaria)
- Zeeweegbree (Plantago maritima)

Enkele andere soorten:
- Vlozaad ( Plantago afra (synoniemen: Plantago indica en Plantago psyllium)
- Plantago ovata
- Plantago ispaghula